# Santa Muerte

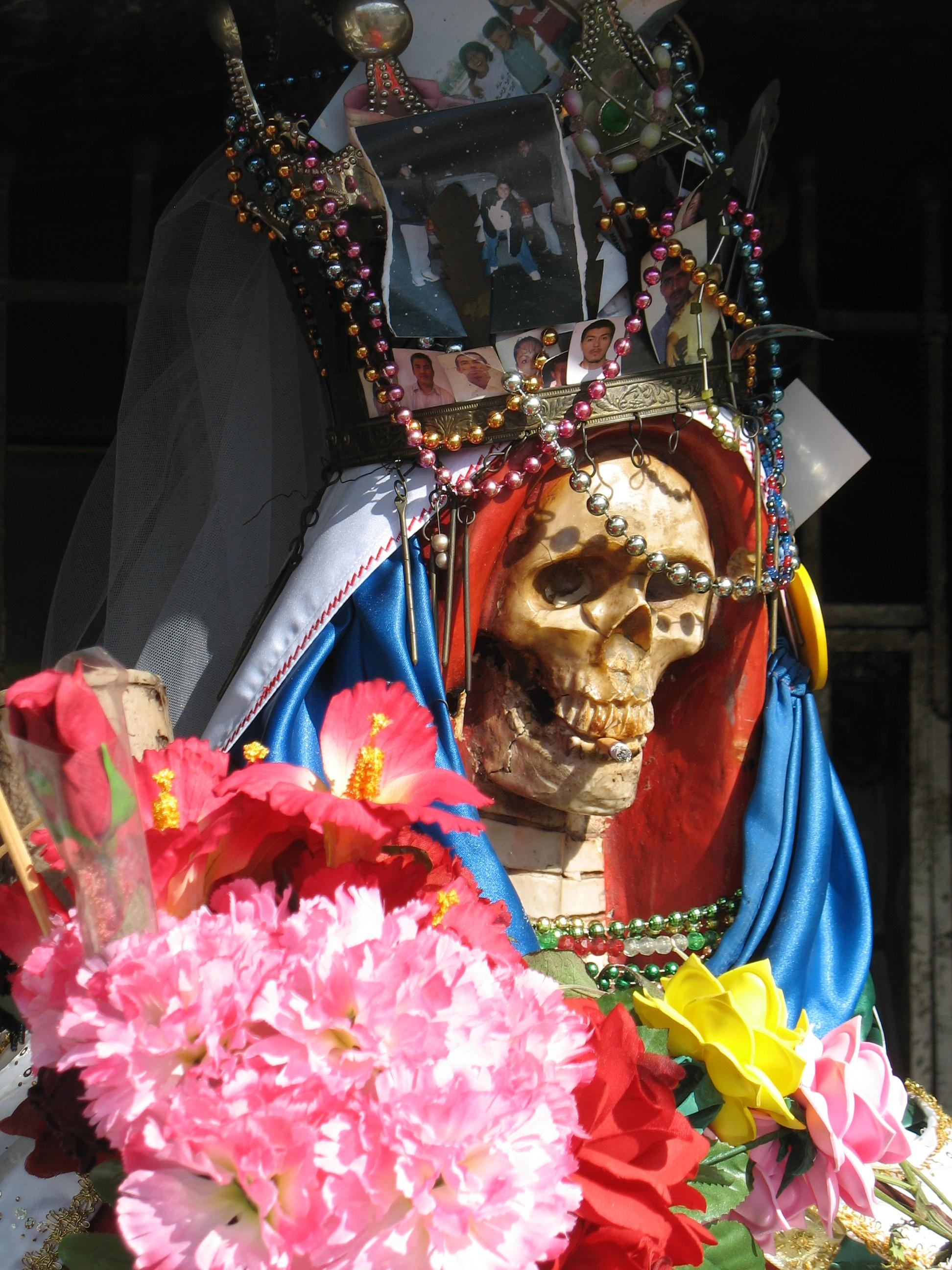
Podobizna Santa Muerte z mexického města Nuevo Laredo

Nuestra Señora de la Santa Muerte (ve španělštině Naše paní Svatá Smrt), často jen Santa Muerte, je personifikace smrti a světice v mexickém a americkém lidovém katolicismu, spojovaná s léčením, ochranou a bezpečnou cestou do světa zemřelých. Santa Muerte má svojí svatyni ve čtvrti Tepito v Ciudad de México, její vyznavači ji však většinou uctívají u domácích oltářů. Santa Muerte se podobají další lidoví svatí – personifikace smrti, v latinskoamerické kultuře jako paraguyský, argentinský a brazilský San La Muerte nebo guatemalský San Pascualito.
Podle religionisty Andrewa Chestnuta má Santa Muerte okolo deseti až dvanácti milionů následovníků a jedná se tak o nejrychleji rostoucí náboženské hnutí na světě, své vyznavače má nejen v Mexiku, Spojených státech a střední Americe, ale také v Japonsku, Austrálii a na Filipínách. Kořeny hnutí snad mohou sahat až k aztéckým božstvům smrti Mictlántéuctliovi a Mictécacihuátle, kteří byli taktéž zobrazováni jako kostlivci a byli spojováni se sýčkem. Současná podoba kultu však zřejmě vznikla až v polovině 20. století v mexickém státě Hidalgo a ten se stal veřejně známým až roku 2001 kdy Enriqueta Romero otevřela svatyni v Tepito. S kultem je spojována také organizace Iglesia Católica Tradicionalista mexicana-estadounidense (Církev katolická tradicionalistická mexicko-americká) založená Davidem Romem Guillénem a oficiálně registrována mezi lety 2003 a 2005, stále působící pod jménem Tradiční katolická mexicko-americká církev Nejsvětějšího srdce.
Kult Santa Muerte je odmítán katolickou církví jako rouhačský nebo jako„degenerace náboženství“ je taktéž spojován s organizovaným zločinem. David Rom Guillén byl v roce 2011 odsouzen za praní špinavých peněz a účast na únosu ke 12 letům vězení a drogový kartel Los Zetas volal kvůli postoji katolické církve k Santa Muerte po jejím zničení. Jako světci jsou v kultu uctíváni například Jesús Malverde, mexický „Robin Hood“ spojovaný s pašováním drog nebo Juan Soldado, voják který byl v roce 1938 odsouzen za znásilnění a vraždu devítileté dívky – podle příznivců Santa Muerte byl obviněn falešně a volán o pomoc při problémech se zákonem či zdravotních potížích. Na druhou stranu přístup k Santa Muerte, která je chápána jako „(...) svatá síla, která nikoho nesoudí za to, co je, jak vypadá nebo čím si vydělává na živobytí.“, vede k tomu že kult funguje jako útočiště před sociálními, rasovými, náboženskými a homofobními předsudky.